# プラジュニャーカラマティ
プラジュニャーカラマティ（Prajñākaramati、950年-1030年頃）とは、インド仏教中観派の僧侶。
シャーンティデーヴァ（寂天）の『入菩提行論』に対する註釈（pañjikā, パンジカー、細疏）を著したことで知られる。

## 著作
- 『入菩提行論細疏』（Bodhicaryāvatārapañjikā）[4]